# Ortsvektor

Zwei Punkte und ihre Ortsvektoren

Ortsvektoren (hier durch und bezeichnet) im kartesischen Koordinatensystem

Als Ortsvektor (auch Radiusvektor, Positionsvektor oder Stützvektor) eines Punktes bezeichnet man in der Mathematik und in der Physik einen Vektor, der von einem festen Bezugspunkt zu diesem Punkt (Ort) zeigt. In der elementaren und in der synthetischen Geometrie können diese Vektoren als Klassen von verschiebungsgleichen Pfeilen oder gleichwertig als Parallelverschiebungen definiert werden.
Ortsvektoren ermöglichen es, für die Beschreibung von Punkten, von Punktmengen und von Abbildungen die Vektorrechnung zu benutzen. Legt man ein kartesisches Koordinatensystem zugrunde, dann wählt man in der Regel den Koordinatenursprung als Bezugspunkt für die Ortsvektoren der Punkte. In diesem Fall stimmen die Koordinaten eines Punktes bezüglich dieses Koordinatensystems mit den Koordinaten seines Ortsvektors überein.
In der analytischen Geometrie werden Ortsvektoren verwendet, um Abbildungen eines affinen oder euklidischen Raums zu beschreiben und um Punktmengen (wie zum Beispiel Geraden und Ebenen) durch Gleichungen und Parameterdarstellungen zu beschreiben.
In der Physik werden Ortsvektoren verwendet, um den Ort eines Körpers in einem euklidischen Raum zu beschreiben. Ortsvektoren zeigen bei Koordinatentransformationen ein anderes Transformationsverhalten als kovariante Vektoren.

## Schreibweisen
In der Geometrie wird der Bezugspunkt (Ursprung) in der Regel mit {\displaystyle O} (für lat. origo) bezeichnet. Die Schreibweise für den Ortsvektor eines Punktes {\displaystyle P} ist dann:
{\displaystyle {\overrightarrow {OP}}}
Gelegentlich werden auch die Kleinbuchstaben mit Vektorpfeil benutzt, die den Großbuchstaben entsprechen, mit denen die Punkte bezeichnet werden, zum Beispiel:
{\displaystyle {\vec {p}}={\overrightarrow {OP}},\ {\vec {q}}={\overrightarrow {OQ}},\ {\vec {a}}={\overrightarrow {OA}},\ {\vec {b}}={\overrightarrow {OB}},\ \dots ,\ {\vec {x}}={\overrightarrow {OX}}}
Auch die Schreibweise, dass der Großbuchstabe, der den Punkt bezeichnet, mit einem Vektorpfeil versehen wird, ist üblich:
{\displaystyle {\vec {P}}={\overrightarrow {OP}},\ {\vec {Q}}={\overrightarrow {OQ}},\ {\vec {A}}={\overrightarrow {OA}},\ {\vec {B}}={\overrightarrow {OB}},\ \dots ,\ {\vec {X}}={\overrightarrow {OX}}}
Vor allem in der Physik wird der Ortsvektor auch Radiusvektor genannt und mit Vektorpfeil als {\displaystyle {\vec {r}}} oder (insbesondere in der theoretischen Physik) halbfett als {\displaystyle \mathbf {r} } geschrieben.

## Beispiele und Anwendungen in der Geometrie

### Verbindungsvektor
Der Verbindungsvektor {\displaystyle {\overrightarrow {PQ}}} von Punkt {\displaystyle P} zu Punkt {\displaystyle Q} lässt sich mithilfe der Ortsvektoren {\displaystyle {\vec {p}}={\overrightarrow {OP}}} und {\displaystyle {\vec {q}}={\overrightarrow {OQ}}} darstellen:
{\displaystyle {\overrightarrow {PQ}}={\overrightarrow {OQ}}-{\overrightarrow {OP}}={\vec {q}}-{\vec {p}}}.

### Kartesische Koordinaten
Für die Koordinaten des Ortsvektors {\displaystyle {\overrightarrow {OP}}} des Punktes {\displaystyle P} mit den Koordinaten {\displaystyle (p_{1},p_{2},p_{3})} gilt:
{\displaystyle {\overrightarrow {OP}}={\begin{pmatrix}p_{1}\\p_{2}\\p_{3}\end{pmatrix}}}

### Verschiebung
Eine Verschiebung um den Vektor {\displaystyle {\vec {v}}} bildet den Punkt {\displaystyle X} auf den Punkt {\displaystyle X^{\prime }} ab. Dann gilt für die Ortsvektoren:
{\displaystyle {\overrightarrow {OX'}}={\overrightarrow {OX}}+{\vec {v}}}
{\displaystyle {\vec {x}}'={\vec {x}}+{\vec {v}}}

### Drehung um den Ursprung
Eine Drehung in der Ebene mit Drehzentrum {\displaystyle O} um den Winkel {\displaystyle \varphi } gegen den Uhrzeigersinn kann in kartesischen Koordinaten mit Hilfe einer Drehmatrix beschrieben werden:
Ist {\displaystyle {\vec {x}}={\tbinom {x_{1}}{x_{2}}}={\overrightarrow {OX}}} der Ortsvektor eines Punktes {\displaystyle X} und {\displaystyle {\vec {x}}'={\tbinom {x_{1}'}{x_{2}'}}={\overrightarrow {OX'}}} der Ortsvektor des Bildpunkts {\displaystyle X'}, so gilt:
{\displaystyle {\begin{pmatrix}x_{1}'\\x_{2}'\end{pmatrix}}={\begin{pmatrix}\cos \varphi &-\sin \varphi \\\sin \varphi &\cos \varphi \end{pmatrix}}{\begin{pmatrix}x_{1}\\x_{2}\end{pmatrix}}}

### Affine Abbildung
Eine allgemeine affine Abbildung, die den Punkt {\displaystyle X} auf den Punkt {\displaystyle X'} abbildet, kann mit Ortsvektoren wie folgt dargestellt werden:
{\displaystyle {\vec {x}}'=L({\vec {x}})+{\vec {v}}}
Hierbei ist {\displaystyle {\vec {x}}} der Ortsvektor von {\displaystyle X}, {\displaystyle {\vec {x}}'} der Ortsvektor von {\displaystyle X'}, {\displaystyle L} eine lineare Abbildung und {\displaystyle {\vec {v}}} ein Vektor, der eine Verschiebung beschreibt. In kartesischen Koordinaten kann die lineare Abbildung {\displaystyle L} durch eine Matrix {\displaystyle A} dargestellt werden und es gilt
{\displaystyle {\vec {x}}=A\cdot {\vec {x}}+{\vec {v}}}.
Im dreidimensionalen Raum ergibt dies:
{\displaystyle {\begin{pmatrix}x_{1}'\\x_{2}'\\x_{3}'\end{pmatrix}}={\begin{pmatrix}a_{11}&a_{12}&a_{13}\\a_{21}&a_{22}&a_{23}\\a_{31}&a_{32}&a_{33}\end{pmatrix}}\,{\begin{pmatrix}x_{1}\\x_{2}\\x_{3}\end{pmatrix}}+{\begin{pmatrix}v_{1}\\v_{2}\\v_{3}\end{pmatrix}}}
Entsprechende Darstellungen gibt es auch für andere Dimensionen.

### Parameterdarstellung einer Geraden
Die Gerade durch die Punkte {\displaystyle P} und {\displaystyle Q} enthält genau die Punkte {\displaystyle X}, deren Ortsvektoren {\displaystyle {\vec {x}}} die Darstellung
{\displaystyle {\vec {x}}={\overrightarrow {OP}}+t\,{\overrightarrow {PQ}}} mit {\displaystyle t\in \mathbb {R} }
besitzen. Man spricht hier auch von der Parameterform einer Geradengleichung.

### Normalenform der Ebenengleichung
Die Ebene durch den Punkt {\displaystyle P} (Stützpunkt) mit Normalenvektor {\displaystyle {\vec {n}}} enthält genau die Punkte {\displaystyle X}, deren Ortsvektor {\displaystyle {\vec {x}}} die Normalengleichung
{\displaystyle {\vec {x}}\cdot {\vec {n}}={\vec {p}}\cdot {\vec {n}}}
erfüllt. Dabei ist {\displaystyle {\vec {p}}} der Ortsvektor (Stützvektor) des Stützpunkts {\displaystyle P} und der Malpunkt bezeichnet das Skalarprodukt.

## Ortsvektor in verschiedenen Koordinatensystemen

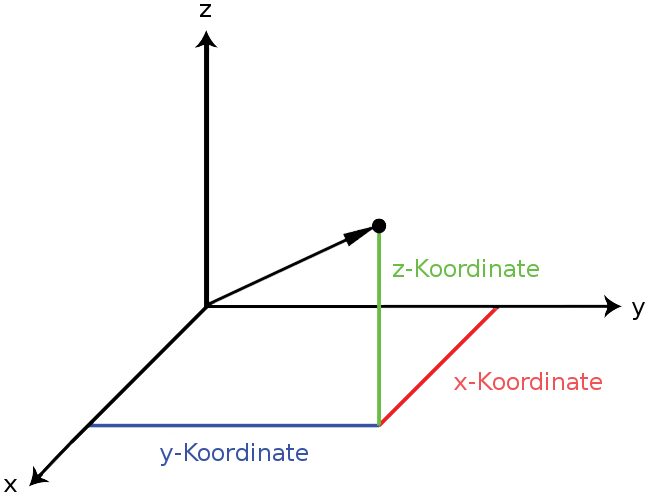
Kartesisches Koordinatensystem

Der durch einen Ortsvektor beschriebene Punkt kann durch die Koordinaten eines Koordinatensystems ausgedrückt werden, wobei der Bezugspunkt des Ortsvektors normalerweise in den Koordinatenursprung gelegt wird.

### Kartesische Koordinaten
Üblicherweise wird der Ortsvektor in kartesischen Koordinaten in der Form
{\displaystyle {\vec {r}}={\vec {r}}\,(x,y,z)={\begin{pmatrix}x\\y\\z\end{pmatrix}}}
definiert. Daher sind die kartesischen Koordinaten gleichzeitig die Komponenten des Ortsvektors.

### Zylinderkoordinaten
Der Ortsvektor als Funktion von Zylinderkoordinaten ergibt sich durch Umrechnen der Zylinderkoordinaten in die entsprechenden kartesischen Koordinaten zu
{\displaystyle {\vec {r}}={\vec {r}}\,(\rho ,\varphi ,z)={\begin{pmatrix}\rho \,\cos \varphi \\\rho \,\sin \varphi \\z\end{pmatrix}}.}
Hier bezeichnet {\displaystyle \rho } den Abstand des Punktes von der {\displaystyle z}-Achse, der Winkel {\displaystyle \phi } wird von der {\displaystyle x}-Achse in Richtung der {\displaystyle y}-Achse gezählt. {\displaystyle \rho } und {\displaystyle \varphi } sind also die Polarkoordinaten des orthogonal auf die {\displaystyle x}-{\displaystyle y}-Ebene projizierten Punktes.
Mathematisch gesehen wird hier die Abbildung (Funktion) betrachtet, die den Zylinderkoordinaten {\displaystyle (\rho ,\varphi ,z)} die kartesischen Koordinaten {\displaystyle (x,y,z)} des Ortsvektors zuordnet.

### Kugelkoordinaten

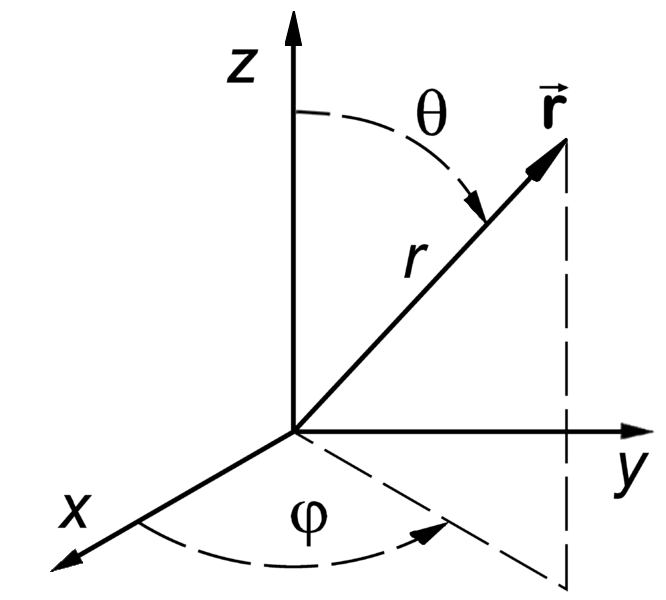
Kugelkoordinatensystem

Der Ortsvektor als Funktion von Kugelkoordinaten ergibt sich durch Umrechnen der Kugelkoordinaten in die entsprechenden kartesischen Koordinaten zu
{\displaystyle {\vec {r}}={\vec {r}}\,(r,\theta ,\varphi )={\begin{pmatrix}r\,\sin \theta \,\cos \varphi \\r\,\sin \theta \,\sin \varphi \\r\,\cos \theta \end{pmatrix}}.}
Hierbei bezeichnet {\displaystyle r} den Abstand des Punktes vom Ursprung (also die Länge des Ortsvektors), der Winkel {\displaystyle \varphi } wird in der {\displaystyle x}-{\displaystyle y}-Ebene von der {\displaystyle x}-Achse aus in Richtung der {\displaystyle y}-Achse gemessen, der Winkel {\displaystyle \theta } ist der Winkel zwischen der {\displaystyle z}-Achse und dem Ortsvektor.

## Physik

### Himmelsmechanik
Um die Position eines Himmelskörpers, der sich auf einer Umlaufbahn um ein Schwerezentrum bewegt, anzugeben, wird in der Himmelsmechanik als Ursprung des Orts- oder Radiusvektors dieses Schwerezentrum gewählt. Der Radiusvektor liegt dann stets in Richtung der Gravitationskraft. Die Strecke des Ortsvektors wird Fahrstrahl genannt. Der Fahrstrahl spielt eine zentrale Rolle beim zweiten Keplerschen Gesetz (Flächensatz).